# Twierdza Głogów

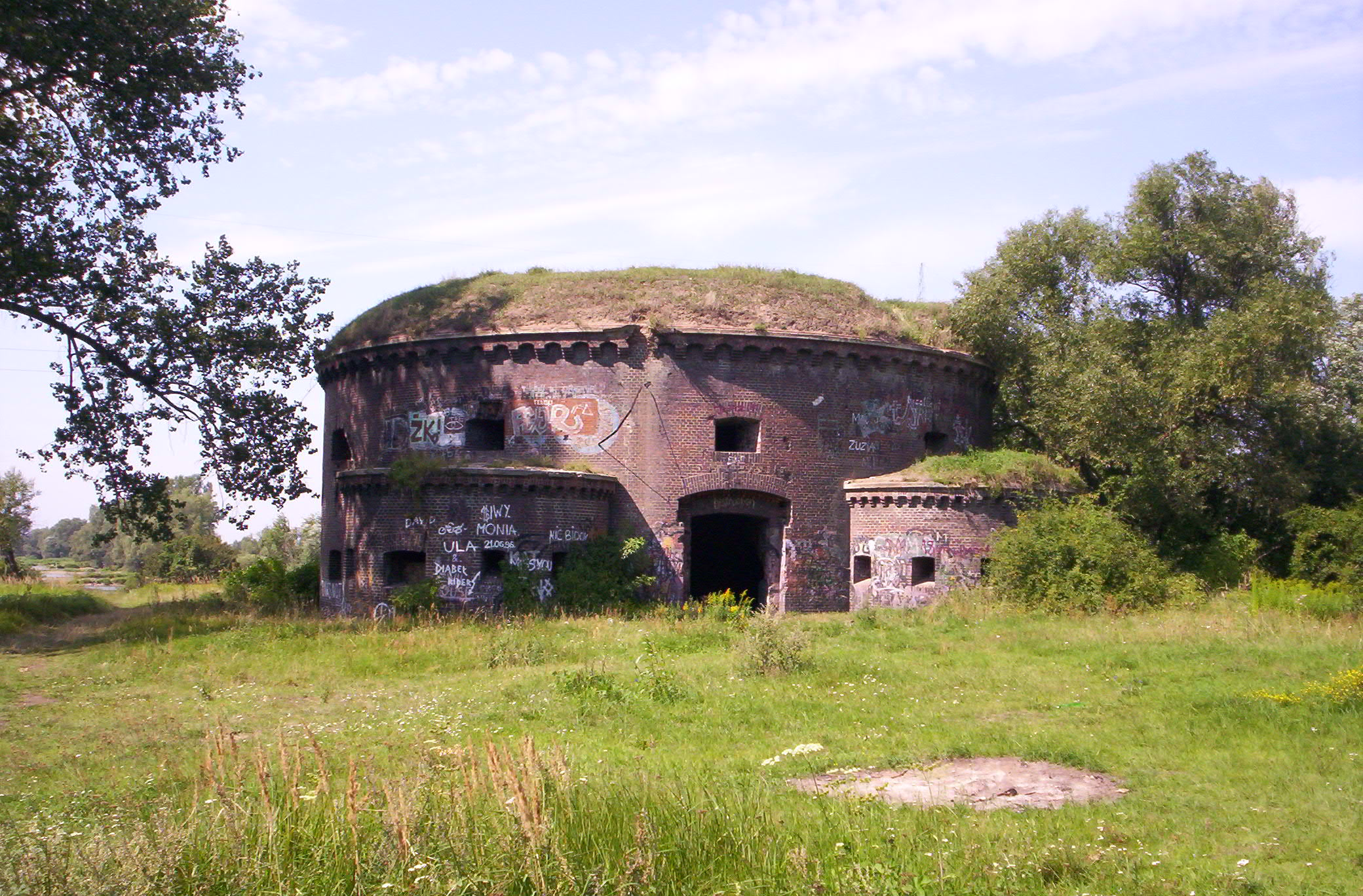
Baszta artyleryjska Turm Reduit (stan w 2005 roku)

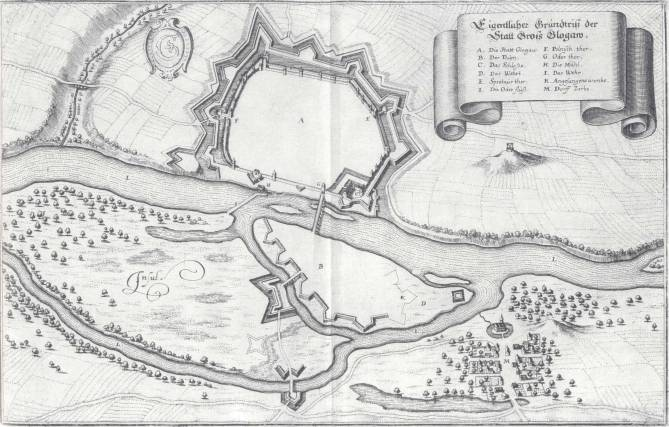
Twierdza Głogów na planie Głogowa z 1650 roku

Twierdza Głogów (niem. Festung Glogau) – twierdza w Głogowie, wzniesiona w XVII wieku przez Austrię, rozbudowywana w XVIII i XIX wieku pod rządami Prus.

## Historia
Nowożytne fortyfikacje w Głogowie powstały w czasie wojny trzydziestoletniej; budowę podstawowego zarysu umocnień twierdzy bastionowej zakończono w 1630 roku. W późniejszym okresie twierdza Głogów była wielokrotnie przebudowywana i rozbudowywana; w XVIII wieku, po opanowaniu Śląska przez Prusy, przekształcono ją w twierdzę systemu Montalemberta, z dziełami fortyfikacyjnymi odsuniętymi na przedpola.
W 1806 roku, w czasie wojen napoleońskich, twierdza w Głogowie została zdobyta przez wojska francuskie. W latach 1813–1814 była oblegana przez wojska pruskie i rosyjskie; silny garnizon francuski, złożony z 9000 żołnierzy, skapitulował po przeszło rocznym oblężeniu, 10 kwietnia 1814 roku.
Dalsza rozbudowa twierdzy miała miejsce w XIX wieku; powstały wówczas nowe dzieła obronne. m.in. baszta artyleryjska Turm Reduit.